# Provaci ancora Gary
Provaci ancora Gary (Gary Unmarried) è una sitcom statunitense creata da Ed Yeager con protagonista Jay Mohr, che è andata in onda sul canale CBS dal 24 settembre 2008. In Italia è andata in onda per la prima volta il 17 giugno 2009 sul canale satellitare Fox e mentre in chiaro ha debuttato il 23 gennaio 2012 su Italia 1. Parla di due persone con caratteri completamente opposti che si dividono la custodia dei loro figli mentre iniziano le loro nuove relazioni. La serie è co-prodotta da ABC Studios e CBS Television Studios.
Dopo un ordine iniziale di 13 episodi, la CBS ha annunciato l'ordine per altri 7 episodi il 14 novembre del 2008, trasformandola in una prima stagione completa. Il 7 gennaio 2009, la serie ha vinto il premio come "Nuova commedia televisiva preferita" alla 35º edizione dei People's Choice Awards, battendo le serie di una sola stagione cancellate Kath & Kim e La peggiore settimana della nostra vita.
Il 10 maggio del 2009, venne annunciato che i produttori esecutivi Yeager e Swartzlander avrebbero lasciato la serie per divergenze creative. Il 19 maggio del 2009 la CBS rinnovò ufficialmente il programma per una seconda stagione che debuttò il 23 settembre del 2009 alle 20.30.
Il 18 maggio 2010, la CBS ha ufficialmente cancellato il telefilm al termine della seconda stagione.

## Trama
La serie è incentrata sulla vita di Gary Brooks (Jay Mohr) ed inizia tre mesi dopo che lui e la sua ex moglie, Allison Brooks (Paula Marshall), hanno ufficialmente divorziato. Gary è il proprietario di un'impresa di tinteggiatura ed ha acquistato una nuova casa dopo il suo divorzio. Adesso la sua vita si concentra sul provare ad andare avanti dopo il suo matrimonio e tornare alla frequentazione della altre donne mentre deve costantemente avere a che fare con la sua ex moglie perché hanno due figli teenager. Per questo motivo, ha delle difficoltà nell'aggiustare la sua vita senza Allison, e i problemi non sono aiutati dal fatto che abbia un pessimo rapporto con lei. Nonostante il loro rapporto conflittuale e le loro sfuriate, Gary e Allison superano la maggior parte dei loro conflitti, visto che entrambi sembrano avere un certo affetto reciproco sotto tutta la loro ostilità.
I loro figli vengono spediti avanti ed indietro tra loro così da passare del tempo con entrambi. I figli sono Tom (Ryan Malgarini), uno sfrontato quattordicenne che ha già portato una ragazza nella sua camera da letto (su consiglio del padre), ha provato a bere birra, ha parlato a Gary fingendosi suo padre ed ha anche parlato in maniera provocante a Vanessa; e Louise (Kathryn Newton), la loro precoce figlia, che suona il violoncello, colleziona foto di Gandhi, Al Gore e Che Guevara sui muri della sua camera e che guarda C-SPAN. Allison ritiene che Gary abbia un comportamento irresponsabile come genitore mentre Gary ritiene Allison noiosa nello svolgere tale compito; questo viene alla luce ogni volta che loro vanno a prendere i figli a casa dell'altro. Nell'episodio pilota, Gary inizia a frequentare una giovane donna divorziata, Vanessa Flood (Jaime King), mentre Allison rivela di essersi fidanzata con il loro ex consulente matrimoniale, il dr. Walter Krandall (Ed Begley, Jr.). Tom inizia una relazione romantica tutta sua quando invita una ragazza ad uscire per la prima volta. Le tre coppie vanno avanti in maniera incerta (eccetto Louise, che ama Al Gore). Tuttavia Vanessa rompe con Gary dopo una breve relazione poiché l'uomo non riesce a smettere di preoccuparsi per Allison.

## Personaggi principali
- Gary Brooks (Jay Mohr): Un amorevole, ma subdolo, intrigante e disonesto padre divorziato. Nonostante il suo essere subdolo, spesso Gary viene beccato e fallisce miseramente, risultando energico nel cercare di giustificare le sue azioni alla fine della maggior parte delle situazioni. Gary apprezza la birra, gli sport e giocare con i suoi amici maschi.
- Allison Brooks (Paula Marshall): ex moglie di Gary e sua fonte primaria di problemi, madre di Louise e Tom. Anche se in genere si comporta in maniera brusca nei confronti di Gary, Allison ha un lato tenero ed è bisognosa di amore, affetto e sostegno emotivo.
- Tom Brooks (Ryan Malgarini): il figlio adolescente di Gary ed Allison che può essere amabile e pieno di attenzioni come la madre, ma anche spiritoso e facile alla battuta come suo padre.
- Louise Brooks (episodio pilota: Laura Marano; dal secondo episodio in poi: Kathryn Newton): la figlia insolente di Gary ed Allison; una precoce ambientalista, che ha molti punti in comune con Lisa Simpson.
- Vanessa Flood (Jaime King): la prima frequentazione di Gary dopo il divorzio, affabile fidanzata, con la quale ha molto in comune; l'ha incontrata quando la sua impresa le ha ritinteggiato la casa. Proprio come Gary ha un figlio dal suo precedente matrimonio ed ha una relazione negativa con il suo ex marito. Anche se Vanessa è allegra e gioviale per la maggior parte del tempo, diventa particolarmente difficile quando litiga con il suo ex marito e una volta arriva quasi a litigare con Allison, ma Gary rompe con lei. Vanessa non compare più nella serie e Jamie King non viene più citata nei titoli di coda.
- Dennis Lopez (Al Madrigal): miglior amico e collega di Gary. Il personaggio non è più presente a partire dalla seconda stagione.
- Dr. Walter Krandall (Ed Begley Jr.): Uno psichiatra e consulente matrimoniale di Gary ed Allison. Lui ed Allison si stavano sposando, ma ha rotto il fidanzamento prima del matrimonio. Ha quindici anni in più rispetto ad Allison, cosa che Gary continua a rinfacciargli. Krandall non appare più nella serie ed Ed Begley, Jr. non viene più citato nei titoli di coda.
- Curtis (Keegan-Michael Key): Un vecchio amico di Gary che lavora alla stazione radio. Fa parte del cast dalla prima puntata della seconda stagione.[5]
- Sasha (Brooke D'Orsay): La giovane, prorompente manager della stazione radio. Fa parte del cast dalla prima puntata della seconda stagione.[5]

## Episodi
| Stagione         | Episodi | Prima TV originale | Prima TV Italia |
| ---------------- | ------- | ------------------ | --------------- |
| Prima stagione   | 20      | 2008-2009          | 2009            |
| Seconda stagione | 17      | 2009-2010          | 2010            |